# Phyllachora phylloplaca
Phyllachora phylloplaca är en svampart som först beskrevs av Kunze ex Mont., och fick sitt nu gällande namn av Pier Andrea Saccardo 1883. Phyllachora phylloplaca ingår i släktet Phyllachora och familjen Phyllachoraceae.   Inga underarter finns listade i Catalogue of Life.